# Mika Arpiainen
Mika Arpiainen, né le 23 mars 1948, est un pilote automobile finlandais éclectique au cours des années 1970 et 1980, successivement sur monoplaces, voiture de rallyes, et voitures de Tourisme.

## Biographie
Il remporte la classe A8 lors du rallye de Finlande 1983, sur Audi 80 Quattro.
Il a notamment obtenu plusieurs podiums dans le rallye Arctique alors comptabilisé en championnat d'Europe, durant les années 1980 (sur Ford Escort RS 2000 puis Audi 80 Quattro).

## Titres
- Champion d'Europe de Formule Super Vee (Coupe d'Or Super Vau) en 1976, sur Veemax Mk VIII[1];
- Champion d'Allemagne de Formule Super Vee (Super Vau GTX) en 1976, sur Veemax Mk VIII;
- Double Champion de Finlande des rallyes du Groupe A, en 1984 et 1985 sur Audi 80 Quattro;
- Double Champion de Finlande des voitures de Tourisme du Groupe A >2L., en 1986 (sur BMW 635 CSI) et 1987 (sur BMW E30 M3);
  - 3e de la Coupe d'Or Super Vau européenne en 1972, sur Veemax (après une première saison en 1971).

(Nota Bene: en plus de 50 courses Super Vee européennes, il obtient 2 victoires en 1972, 1 en 1973, et 10 en 1976 pour alors 14 courses disputées -avec 9 pole position-)